# Černé jezírko (Lvová)
Černé jezírko (Lvová) je malé jezírko o rozloze vodní plochy cca 0,1 ha nacházející se na úpatí pískovcové skály s jeskyní u účelové komunikace vedoucí od Zdislaviny studánky do vesnice Lvová, místní části města Jablonné v Podještědí v okrese Liberec. Jezírko je napájeno pramenem o dlouhodobé vydatnosti okolo 3 litrů za sekundu vyvěrajícím v jeskyni nalézající se v pískovcové skále.

## Galerie

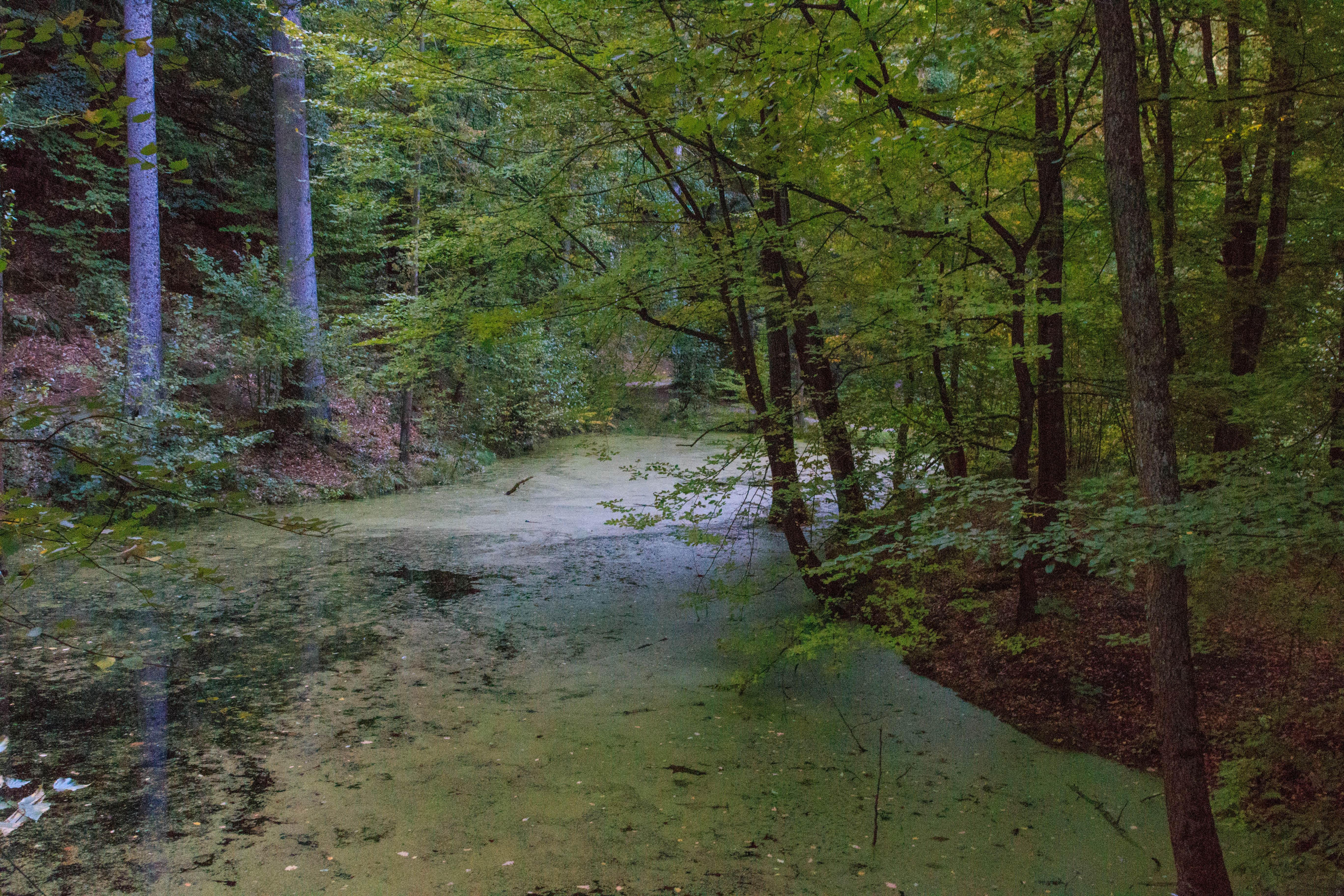
pohled na Černé jezírko ve Lvové
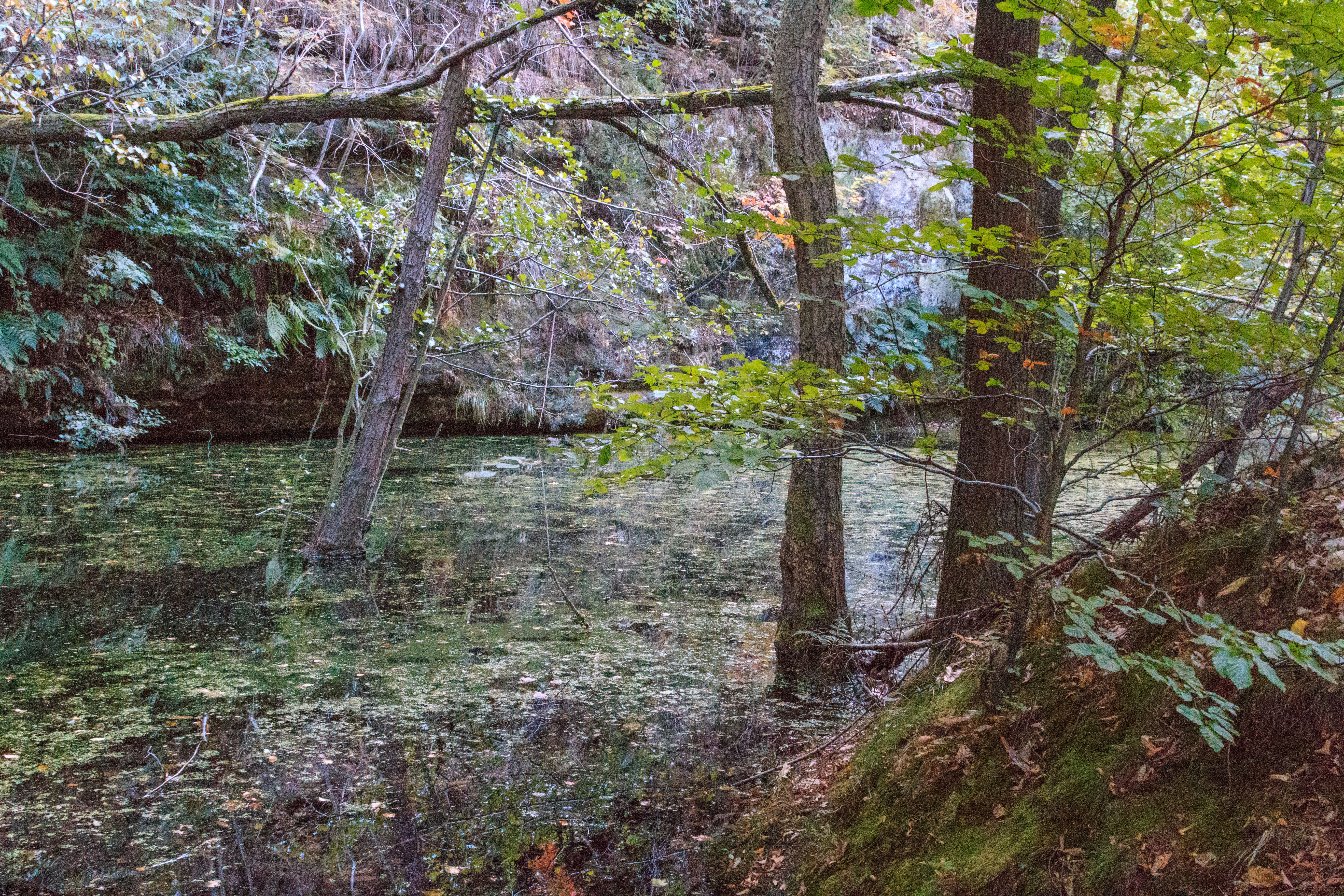
pohled na Černé jezírko ve Lvové
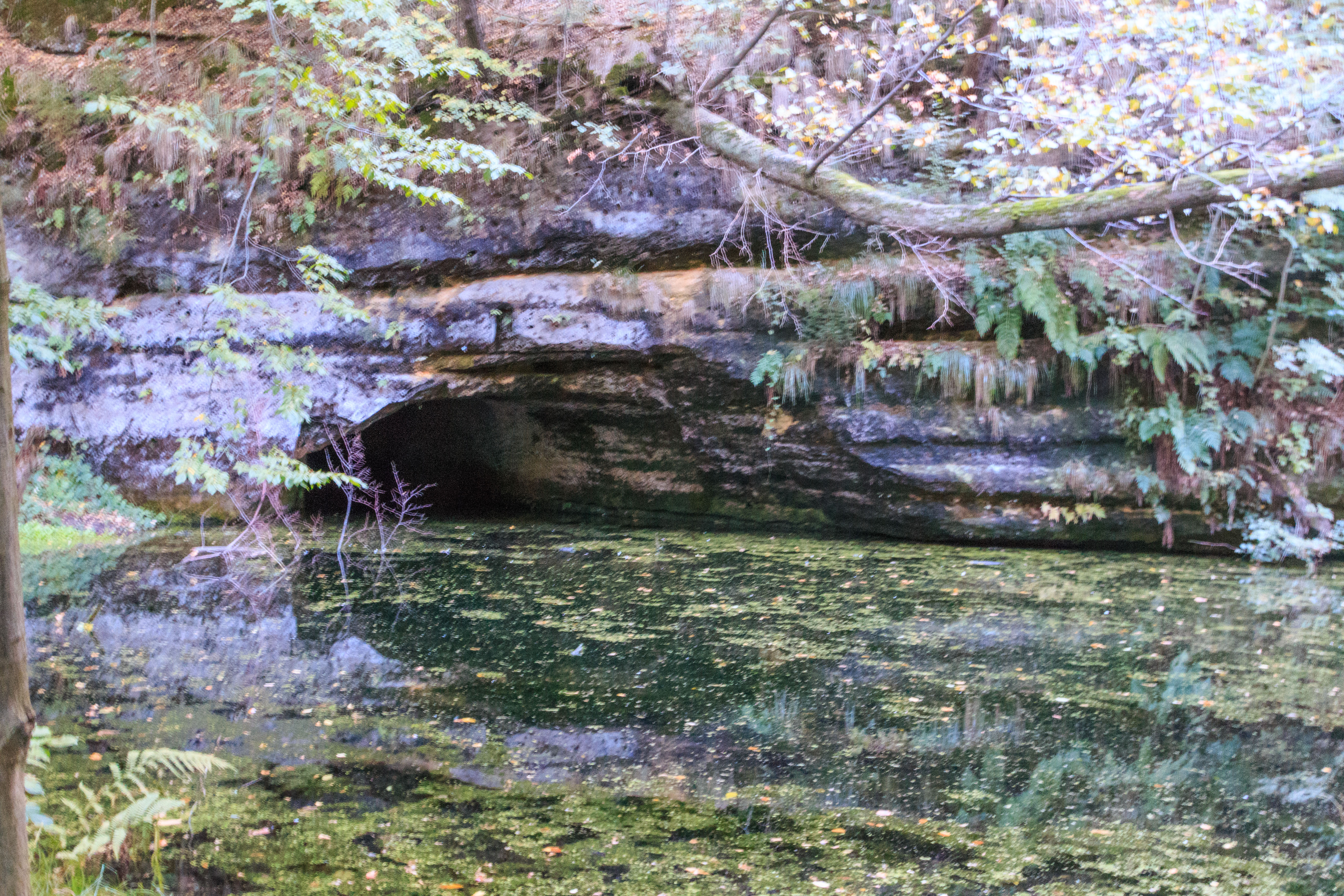
pohled na Černé jezírko ve Lvové
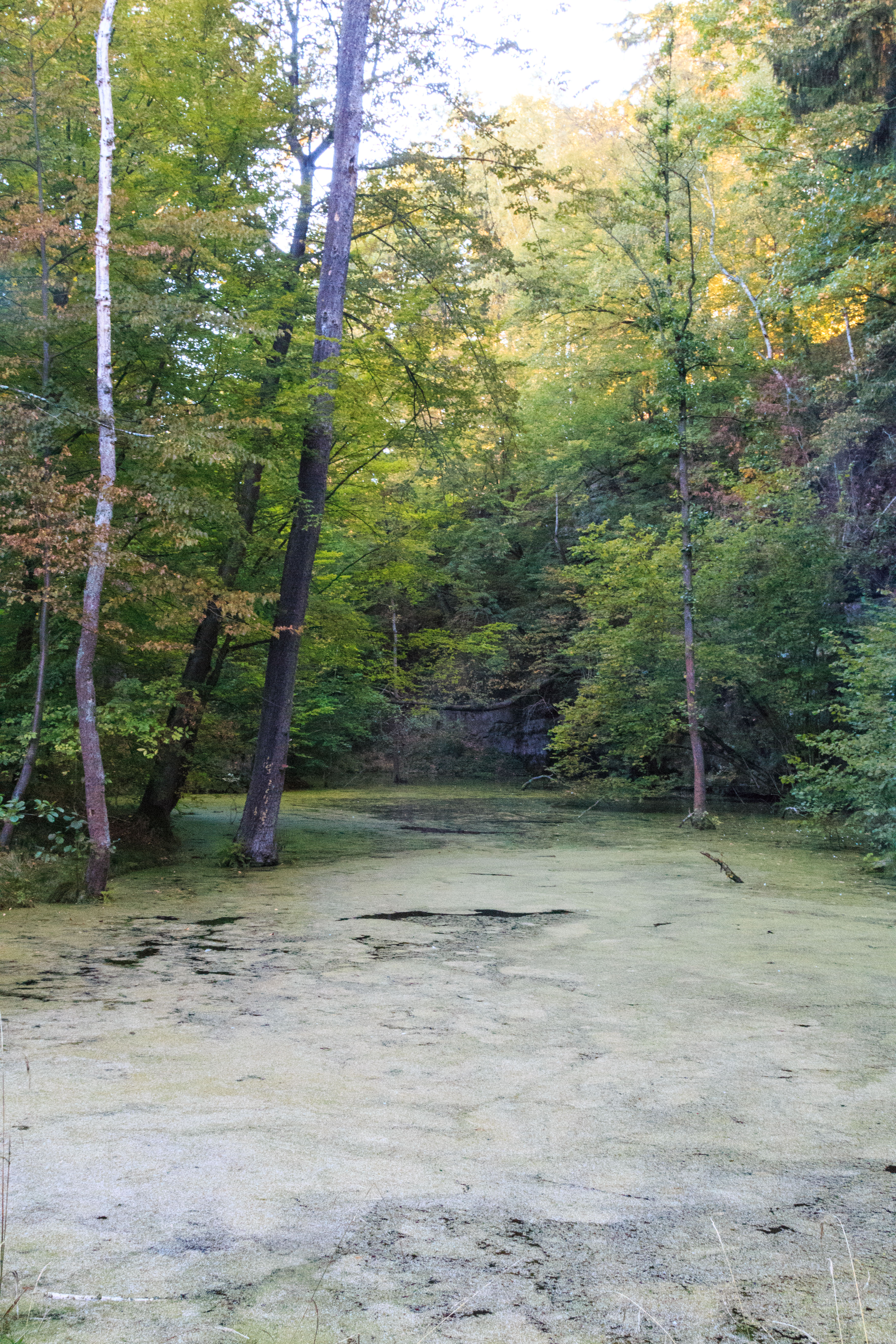
pohled na Černé jezírko ve Lvové